# Diocesi di Sisteron

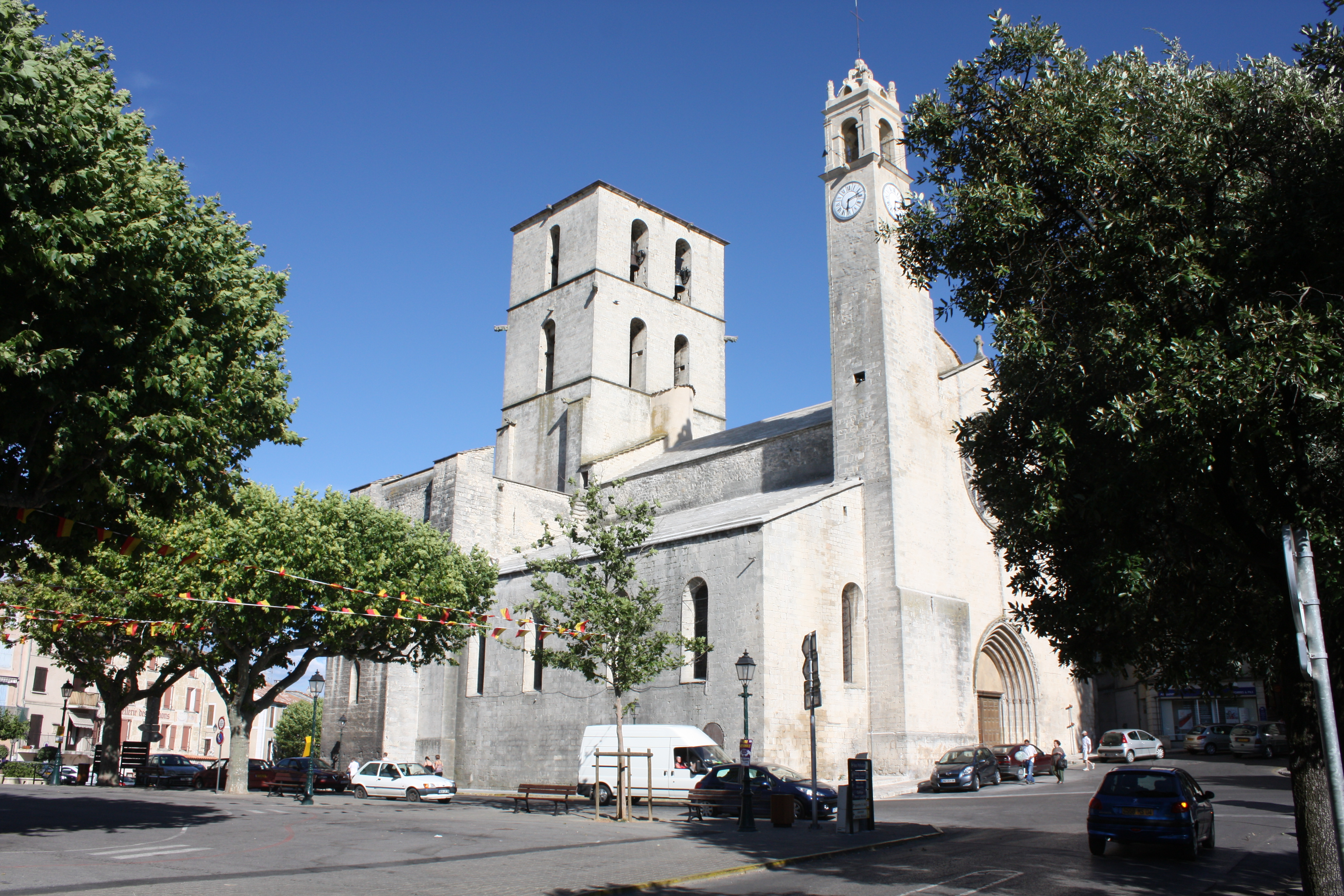
La concattedrale di Forcalquier.

La diocesi di Sisteron (in latino Dioecesis Sistaricensis) è una sede soppressa della Chiesa cattolica.

## Territorio
La diocesi comprendeva parte della Provenza, con un'enclave nel Delfinato, chiamata “la piccola diocesi”. Confinava a nord con la diocesi di Gap, a est con quella di Aix, a sud con le diocesi di Digne e di Riez, e ad ovest con le diocesi di Vaison, di Carpentras e di Apt.
Sede vescovile era la città di Sisteron nell'attuale dipartimento delle Alpi dell'Alta Provenza, dove fungeva da cattedrale la chiesa di Nostra Signora des Pommiers. A Forcalquier si trovava la concattedrale di Nostra Signora di Bourguet.
Nel 1764 la diocesi includeva 80 parrocchie.

## Storia
Niente si conosce circa la diffusione del cristianesimo a Sisteron e le origini della sua diocesi. Si presume che un forte impulso all'evangelizzazione sia avvenuto, come un po' ovunque, con l'imperatore Costantino. Il primo vescovo che di certo appartenne alla sede di Sisteron è Giovanni, che visse all'epoca del re burgundo Gundobado.
A partire dal V secolo la diocesi risulta essere suffraganea dell'arcidiocesi di Aix.
Nel X e XI secolo i conti di Sisteron si impossessarono dei beni della diocesi cercando di imporre i propri discendenti sulla sede episcopale. A causa di ciò, attorno al 1015 il vescovo Frodon eresse a Forcalquier, appartenente ad un'altra contea, un capitolo vescovile di pari dignità e grado di quello di Sisteron, creando di fatto nella medesima diocesi due sedi in competizione fra loro.
Il vescovo Géraud Chevrier nel 1060 circa, impedito di prendere possesso della città di Sisteron, trasferì la sua sede a Forcalquier, che rimase sede della diocesi fino alla rivoluzione francese. Il trasferimento della sede episcopale fu approvata da papa Adriano IV il 7 novembre 1155 e confermata da papa Alessandro III nel 1179. Nella sua bolla, Adriano IV stabiliva che i canonici di Sisteron non potevano procedere all'elezione del vescovo senza la partecipazione dei canonici di Forcalquier; questo creò nell'immediato futuro (specialmente nel 1214 e nel 1241) momenti di forte tensione fra le due istituzioni.
La diocesi fu soppressa in seguito al Concordato con la bolla Qui Christi Domini di papa Pio VII del 29 novembre 1801 e il suo territorio incorporato in quello della diocesi di Digne ed una piccola parte nella diocesi di Avignone.
Dal 1916 i vescovi di Digne hanno il privilegio di aggiungere al proprio titolo quello di vescovi di Sisteron.

## Cronotassi dei vescovi
- Crisafio ? † (prima del 449 - dopo il 452)[2]
- Giovanni I † (prima del 509)[3]
- Valerio † (menzionato nel 517)
- Avolo † (prima del 541 - dopo il 554)
- Genesio † (menzionato nel 573)
- Policronio † (prima del 584 - dopo il 585)
- Secondino I † (menzionato nel 614)[4]
- Giovanni II † (prima dell'812 - dopo l'850)
- Vivenzio † (IX secolo)
- Magniberto † (IX secolo)
- Amanzio † (IX secolo)
- Secondino II † (IX secolo)
- Virmagno † (IX secolo)
- Bono † (menzionato nell'867)
- Vincenzo † (fine IX secolo)
- Eustorgio † (X secolo)
- Arnulfo † (X secolo)
- Giovanni III † (metà del X secolo)
- Orso † (menzionato nel 964 o 967)
- Rodolfo I † (menzionato nel 981)
- Frodon † (prima del 999 - dopo il 1015 ?)
- Durand †[5]
- Pierre † (prima di maggio 1023 - dopo ottobre 1040)[6]
  - Sede vacante (circa 1043-1060)
- Gérard Chevrier † (1060 - dopo il 1074)
- Charles † (menzionato nel 1082)
- Nitard † (fine XI secolo)
- Bertrand I † (prima del 1102 - dopo il 1105)
- Gérard † (prima del 1110 - dopo il 1124)
- Raimbaud, O.S.B. † (circa 1125 o 1126 - 1145 dimesso)
- Pierre de Sabran † (ottobre 1145 - 7 dicembre 1171 deceduto)
- Bertrand II † (marzo o aprile 1172 - 18 aprile 1174 deceduto)
- Bermond d'Anduse † (prima del 2 novembre 1174 - 11 giugno 1214 deceduto)
- Beato Rodolphe II, O.Cist. † (gennaio 1216 - 14 aprile 1241 deceduto)[7]
  - Sede vacante (1241-1244)
- Enrico da Susa † (maggio 1244 - 1250 nominato arcivescovo di Embrun)
- Humbert Fallavel, O.P. † (1250 - 1256 dimesso)
- Alain de Lusarches † (1257 - 22 settembre 1277 deceduto)
- Pierre Giraud † (prima del 9 novembre 1277 - 1291 deceduto)
- Pierre d'Alamon, O.P. † (1292 - 1º agosto 1304 deceduto)
- Jacques Gantelmi † (22 gennaio 1306 - 1310 deceduto)
- Raimond d'Oppède † (10 dicembre 1310 - 1328 deceduto)
- Rostan, C.R.S.A. † (31 ottobre 1328 - 1348 deceduto)
- Pierre Artaudi, O.P. † (28 gennaio 1349 - dopo il 9 giugno 1360 nominato vescovo di Fréjus)
- Gérard † (20 luglio 1362 - 9 dicembre 1369 deceduto)
- Rainolfo de Monteruc † (16 gennaio 1370 - 1382 deposto)[8]
- Artaud de Mélan † (2 maggio 1382 - 17 dicembre 1404 nominato arcivescovo di Arles)
  - Antonio Viale † (1382 o 1383 - 21 novembre 1386 nominato vescovo di Savona) (obbedienza romana)
- Nicolas Sacosta, O.F.M. † (17 dicembre 1404 - 1º aprile 1414 deceduto)
- Robert Dufour † (20 aprile 1414 - 23 febbraio 1437 deceduto)
- Mitre Gastinel, O.Cist. † (6 marzo 1437 - dopo il 14 novembre 1440 deceduto)
- Gaucher de Forcalquier † (4 dicembre 1440 - 17 dicembre 1442 nominato vescovo di Gap)[9]
- Charles de Borna † (19 dicembre 1442 - dopo il 7 settembre 1453 deceduto)
- Jacques Radulphi Dupont † (4 giugno 1456 - prima del 12 dicembre 1463 deceduto)
- Andrea di Piacenza, O.S.B. † (7 marzo 1464 - prima del 1477 dimesso)
- Jean Esquenart † (24 gennaio 1477 - dopo marzo 1492 deceduto)
- Thibaud de la Tour d'Auvergne † (3 settembre 1492 - 1499 deceduto)
- Laurent Bureau, O.Carm. † (15 maggio 1499 - 5 giugno 1504 deceduto)
- Pierre Filleul † (21 giugno 1504 - 9 marzo 1506 nominato arcivescovo di Aix)
- François de Dinteville † (9 marzo 1506 - 6 marzo 1514 nominato vescovo di Auxerre)
- Claude de Louvain † (18 agosto 1514 - 1520 deceduto)
- Michel de Savoie † (12 settembre 1520 - 2 ottobre 1521 nominato vescovo di Beauvais)
- Claude d'Aussonville, O.S.B. † (11 marzo 1523 - 31 agosto 1531 deceduto)
- Antoine de Narbonne, O.S.B. † (18 dicembre 1531 - 28 settembre 1541 nominato vescovo di Mâcon)
- Albin de Rochechouart † (15 febbraio 1542 - 1543 deceduto)
- Émeric de Rochechouart[10] † (24 settembre 1543 - 1580 deceduto)
- Antoine Couppe, O.S.B. † (14 marzo 1582 - 1606 dimesso)
- Toussaint de Glandèves † (16 gennaio 1606 - 1º gennaio 1647 o 1648 deceduto)
- Antoine d'Arbaut de Bargemont † (28 settembre 1648 - 25 maggio 1666 deceduto)
- Michel Poncet † (3 agosto 1667 - 17 giugno 1675 nominato arcivescovo di Bourges)
- Jacques Potier de Novion † (8 febbraio 1677 - 16 febbraio 1682 nominato vescovo di Évreux)
- Louis de Thomassin † (20 aprile 1682 - 16 luglio o 1º novembre 1718 deceduto)
- Pierre-François Lafitau † (4 marzo 1720 - 5 aprile 1764 deceduto)
- Louis-Jerôme de Suffren de Saint-Tropez † (20 agosto 1764 - 3 agosto 1789 nominato vescovo di Nevers)
- François de Bovet † (3 agosto 1789 - 1812 dimesso)[11]
  - Sede soppressa